# 斯普雷吉·格雷登
斯普雷吉·格雷登 （英語：Sprague Grayden，1980年7月21日—）是一名美國女演員，出生於美國麻薩諸塞州海邊的曼徹斯特，知名影視作品包括《鬼入鏡》（2010）和《鬼入鏡3》（2011）。

## 外部連結
- 斯普雷吉·格雷登的X（前Twitter） （英文）
- 斯普雷吉·格雷登在互联网电影资料库（IMDb）上的資料（英文）